# (14462) 1993 GA
1993 جي أي (ويعرف أيضًا باسم (14462) 1993 جي أي وفق تسمية الكوكب الصغير) (بالإنجليزية: 1993 GA)‏ هو كويكب ضمن حزام الكويكبات؛ وترتيبه 14462 من حيث الاكتشاف.
اكتُشف هذا الجُرم الفلكي بواسطة Thomas J. Balonek ‏ في 2 أبريل 1993.

## وصلات خارجية
- (14462) 1993 GA في قاعدة بيانات مختبر الدفع النفاث لأجرام النظام الشمسي الصغيرة

- الاكتشاف · مخطط المدار ·  العناصر المدارية · المعلمات المادية

- (14462) 1993 GA على موقع ويكي سكاي: DSS2, SDSS, GALEX, IRAS, Hydrogen α, X-Ray, Astrophoto, Sky Map, Articles and images